# Tor Pettersson (ingenjör)
Tor Gustaf Erland Pettersson, född 14 maj 1904 i Göteborg, död 3 december 1979 i Ängelholm, var en svensk väg- och vattenbyggnadsingenjör. 
Pettersson blev ingenjör i elektroteknik och maskinbyggnad 1923 samt utexaminerades som civilingenjör i väg- och vattenbyggnadskonst 1928. Han var stadsingenjör i Karlskoga municipalsamhälle 1931–1938 samt blev stadsingenjör, byggnads- och elverkschef i Ängelholms stad 1939.